# B71 Sandoy

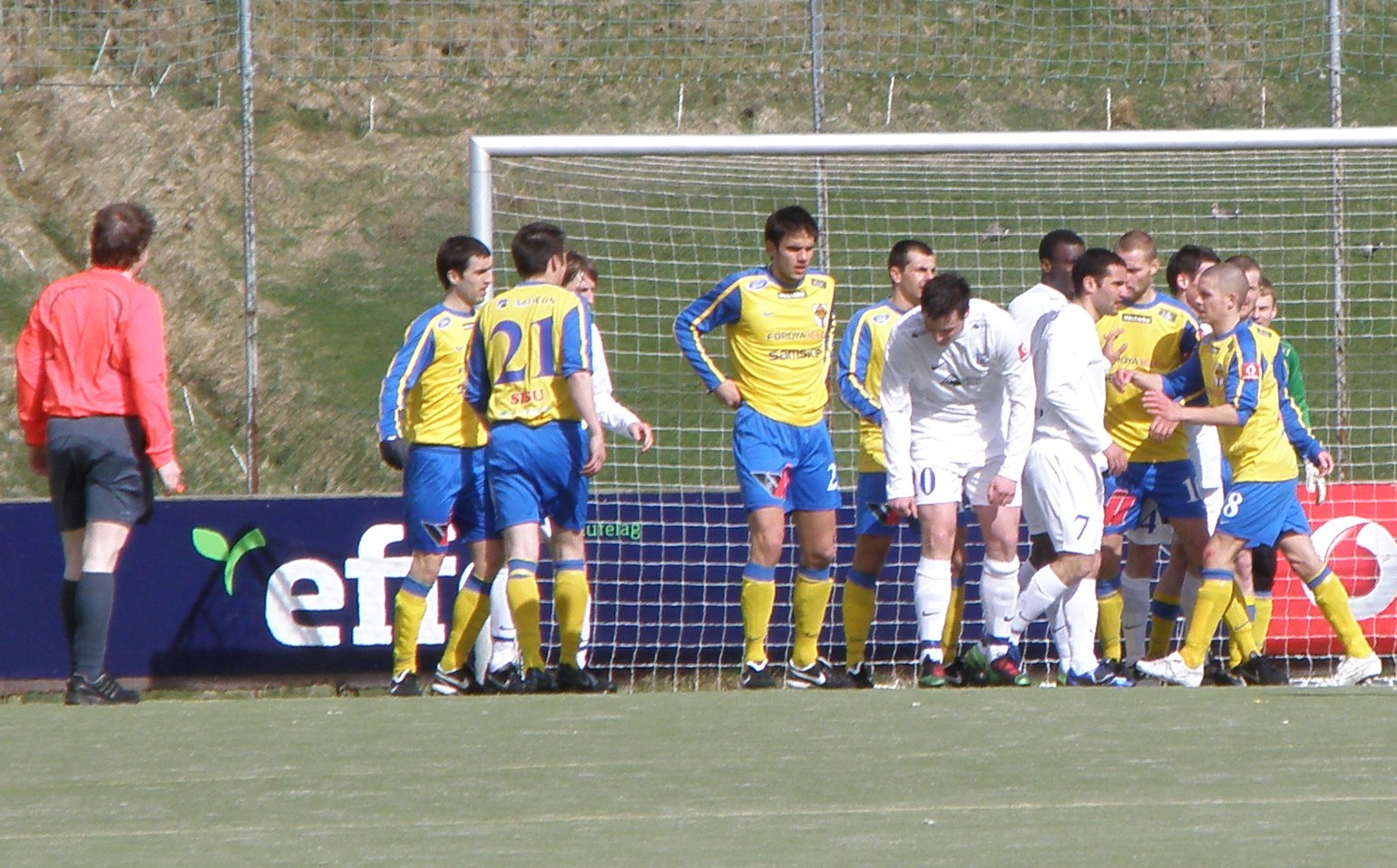
Mecz B71 – FC Suðuroy

B71 Sandoy (czasem B71 Sandur), pełna nazwa: Bóltfelagið 1971, Sandoyar Ítróttarfelag) – farerski klub piłkarski grający w drugiej lidze Wysp Owczych. Założono go 1 stycznia 1970 roku w miasteczku Sandur na wyspie Sandoy.
Skrót B71 pochodzi od Bóltfelag 1971. Pierwszy człon oznacza z farerskiego Klub Piłkarski, drugi zaś do daty, w której klub miał rozpocząć oficjalne rozgrywki ligowe. Nazwa oficjalna Sandoyar Ítróttarfelag po przełożeniu na polski brzmi dokładnie: Klub Sportowy z Sandoy. Czasami stosowana jest nazwa B71 Sandur, nie jest jednak oficjalna, odnosi się do miasta, w którym powstał klub.

## Historia

### Początki
Nim w początku lat 70. założono B71 Sandoy na wyspie o tej samej nazwie rozgrywano już piłkarskie mecze, miały one jednak charakter nieoficjalny. Od lat 60. dwa największe miasta w okolicy – Sandur i Skopun rozpoczęły rywalizację futbolową. Nie było tam wtedy jeszcze boisk, więc za bramki służyły często wysokie kamienie. Nawierzchnia tych boisk była zwykle piaszczysta.
Zmieniło się to po roku 1970, kiedy to 1 stycznia postanowiono założyć klub piłkarski, nadając mu początkowo nazwę Sand, ponieważ wtedy jedynie mieszkańcy miejscowości Sandur rozgrywali mecze w jego barwach. Inicjatywa stworzenia klubu zrodziła się przy okazji inwestycji, jaką było usytuowanie szkoły w mieście, a przy niej miejsca, gdzie można by uprawiać różne dyscypliny sportu, także piłkę nożną. W pierwszym roku istnienia B71 Sandoy utworzono jedynie dwie drużyny – seniorską oraz chłopięcą.
W 1971 do Sand zaczęli napływać nowi zawodnicy z całego archipelagu, co sprawiło, że zmieniono nazwę na B71 Sandoy. Drużyna nie odniosła żadnych większych sukcesów do roku 1986, dobrze spisywali się w młodszych ligach tacy gracze, jak Eli Hentze, bracia Róin i Jóan Petur Clementsen, czy Torbjørn Jensen, którzy dopiero później trafili do starszej drużyny.

### Lata 1986-2006
Rok 1986 przyniósł klubowi B71 Sandoy pierwszy sukces, zespół zdobył wtedy mistrzostwo trzeciej ligi Wysp Owczych i po raz pierwszy awansował do drugiej. Był to początek okresu, w którym B71 Sandoy nigdy nie spadło już poniżej tego poziomu, trwającego do dziś. Już dwa lata po rozpoczęciu gry w drugiej lidze, klub awansował do pierwszej ligi, zwanej wtedy 1.deild. Dobrą passę zespołu potwierdziło ostatecznie pierwsze miejsce w tabeli ligowej w 1989 roku, pierwsze, i ostatnie, mistrzostwo kraju w wykonaniu tej drużyny. B71 dotarli też wtedy do finału Pucharu Wysp Owczych, gdzie zmierzyli się z HB Tórshavn. W pierwszym meczu padł remis 1-1, jednak po drugim, przegranym 2-0, musieli zadowolić się drugi miejscem.
Wielkie zwycięstwo przerodziło się jednak w katastrofalną porażkę. Zawodnicy B71 Sandoy, w 1990 roku, nie tylko nie potrafili utrzymać pierwszego miejsca w tabeli, ale także spadli do drugiej ligi po tym sezonie. Szybko skończyły się też dla nich rozgrywki Pucharu Wysp Owczych. Do ogromu porażki dołączył jeszcze wynik dwumeczu w Pucharu Zdobywców Pucharów 1994/95, 0:7 (0:5) i (0:2) przeciwko fińskiemu HJK Helsinki.
Już w 1991 drużyna poczyniła starania by znów zacząć się liczyć w farerskiej piłce. Na koniec sezonu zostali po raz drugi mistrzami drugiej ligi tego kraju. W latach 1992–1994 B71 Sandoy nie zajął niższego niż czwarte miejsca w Formuladeildin, nie potrafili jednak zdobyć po raz drugi tytułu mistrza kraju, udało się jednak w 1993 wygrać rozgrywki o Puchar Wysp Owczych (2:0 z HB Tórshavn), a rok później, dostać się do finału, który przegrali 1:2 z KÍ Klaksvík.
Rok 1996 rozpoczął ponowny spadek pozycji drużyny. Zajęła wtedy ósme miejsce w tabeli, ledwo utrzymując się w lidze, a dwie przegrane z cyprzańskim APOEL Nikozja, w ramach rozgrywek Pucharu UEFA 1996/97, 1:5 i 2:4 nie poprawiły sytuacji. W 1997 nastąpił kolejny spadek do drugiej ligi, po zajęciu ostatniego miejsca w tabeli i ponownie rozpoczęto starania o awans do bardziej prestiżowych rozgrywek, co nastąpiło już rok później, kiedy B71 po raz trzeci zdobyło mistrzostwo 1.deild. Ich powrót do ligi nie oznaczał jednak, jak wcześniej, dobrej passy dla zespołu. W trzech sezonach od roku 1999 zajęli dwa razy ósme i raz dziewiąte miejsce, spadając w tej sposób z farerskiej pierwszej ligi w 2001 roku, po przegranej w barażach ze Skála ÍF.
W kolejnych latach B71 Sandoy zajmowało dość wysokie miejsca w drugiej lidze. Zawodnicy trzykrotnie starali się wywalczyć awans do Formuladeildin w barażach z drugiego miejsca (2002, 2004, 2005), jednak nie udawało się to. Wreszcie jednak, w 2006 roku, po raz trzeci zdobyli mistrzostwo 1.deild wychodząc do pierwszej ligi.
W latach 2004 i 2005 rozgrywane były rozgrywki pucharu FSF-Steypið, pomiędzy słabszymi drużynami archipelagu. Mogły wziąć w nim udział drużyny jedynie z 1.deild oraz te, które notowały gorsze wyniki w Formuladeildin. B71 Sandoy w obu seriach rozgrywek znajdował się w finale, w 2004 pokonał GÍ Gøta, a w 2005 przegrał z B68 Toftir.

### Historia najnowsza (2007-)
W sezonie 2007 B71 Sandoy grał średnio, mimo chwilowych sukcesów, takich jak wygrana z HB Tórshavn 3-0 w drugiej kolejce, czy 4-2 z EB/Streymur, nie odnotował wielkich sukcesów, zarówno w mistrzostwach, jak i w pucharach. Ostatecznie zajął ósme miejsce, pozostając jednak wysoko ponad dziewiątą i dziesiątą drużyną.
Sezon 2008 był mniej udany niż poprzedni, zespół B71 Sandoy nie dostarczył już wielu niespodzianek. Przegrali większość meczów, znajdując się na dziewiątym miejscu w tabeli na końcu sezonu, nie udało im się utrzymać w Formuladeildin. Przyczyn tej sytuacji nie można doszukiwać się w zmianach w składzie zespołu. Jedynie dobrze grający Magnus Olsen przeszedł w kwietniu do B36 Tórshavn, ale inni, na których stawiano, jak Clayton Soares czy Hanus Clementsen pozostali w drużynie, która w czerwcu została jeszcze wzmocniona obrońcą Andersem Rasmussenem. Na połowę sezonu wykluczony przez kontuzję został jednak dobry napastnik Rasmus Nielsen, po starciu z Fróðim Benjaminsenem w trzecim spotkaniu sezonu.
Ostatecznie zespół poprzegrywał ostatnie mecze, kończąc rozgrywki na dziewiątym miejscu, z kontem o pięć punktów niższym niż ósma drużyna – KÍ Klaksvík. Teoretycznie szanse pozostania w lidze trwały aż do 26. kolejki, jednak nadzieję kibicom odebrał Sam Jacobsen, zawodnik klubu Víkingur Gøta, w 85 minucie strzeliwszy bramkę na 1-0 dla gości. Po spadku do drugiej ligi dwóch kluczowych piłkarzy B71 Sandoy postanowiło przenieść się do innych klubów – bramkarz Símun Hansen przeszedł do HB Tórshavn, a pomocnik Gudmund Nielsen trafił do EB/Streymur.
Postanowiono także zmienić trenera pierwszego składu B71 Sandoy, miejsce Eliego Hentze zajął, mieszkający w Tórshavn, ale wywodzący się z Sandur, Frankie Jensen.

### Drużyna żeńska
Kiedy męska część drużyny zawodziła swoich fanów, kobiety rozgrywały najlepsze sezony w historii żeńskiej piłki nożnej w wykonaniu B71 Sandoy. Przez całe lata 90. XX wieku dominowały na farerskich boiskach. Drużyna miała także dobre składy juniorek, co pozwoliło później na ich płynne wejście do kadry seniorskiej. Po pewnym czasie, jednak drużyna bardzo się zmniejszyła i B71 Sandoy nie jest w stanie wystawiać swego składu, mimo że oficjalnie stale widnieje w tabelach ligowych nazwa tego klubu.

## Stroje i logo

### Stroje
Strój B71 Sandoy w pierwszym okresie działalności zespołu nie zmieniał się zbytnio. Dopiero później nastąpiło kilka zmian, w latach 80. i 90., a także w roku 2006 i 2007. Podstawowymi barwami zawsze jednak pozostawały niebieska oraz żółta. Dotychczas każdy strój B71 posiadał te kolory.
Pierwszy strój B71 Sandoy był właśnie w kolorach niebieskim i żółtym, składał się z żółtej koszulki z niebieskimi elementami na rękawach oraz kołnierzyku, a także niebieskich spodni. Kolor żółty wykorzystany w tej edycji stroju B71 był jaśniejszy od tych, jakich używa się współcześnie. Brak było w tym stroju jakichkolwiek elementów reklamowych – klub nie posiadał wtedy sponsora.
Pierwszy strój utrzymywał się do roku 1986, a kolejne wariacje zaczęły następować w kolejnych latach. Największym odstępstwem były stroje B71, kiedy drużyna wywalczyła awans do rozgrywek Pucharu Zdobywców Pucharów 1994/95. Stroje przybrały wówczas barwę zielono-żółtą, a kolor niebieski został ograniczony jedynie do niewielkich elementów na ramionach.
Współcześnie, od 2007 roku, domowy strój B71 Sandoy składa się z żółtej koszulki (w odcieniu ciemniejszym niż pierwsze stroje tej drużyny) oraz niebieskich spodni i getrów. Na piersi, po lewej stronie znajduje się logo klubu, po prawej zaś numer gracza. Na brzuchu znajduje się logo sponsora. Istnieje także wariant z długimi rękawami. Strojem wyjazdowym B71 Sandoy jest całkowicie niebieski strój z logiem zespołu po lewej stronie klatki piersiowej.

### Logo klubu
Logiem B71 Sandoy jest flaga Wysp Owczych ustawiona w pionie. W centralnej części flagi znajduje się żółta piłka, która symbolizuje główny kolor zespołu oraz dyscyplinę, w jakiej B71 bierze udział. Na piłce, czerwonymi literami wypisano B71. Od początku istnienia zespołu logo nigdy nie uległo większej zmianie. Jedynie kolor piłki przybierał co jakiś czas ciemniejszy lub jaśniejszy odcień.

## Inni í Dal
Stadion Inni í Dal powstał w roku 1971. Budowano wtedy szkołę w Sandur, która potrzebowała ośrodka sportowego. Splotło się to w czasie powstania klubu B71 Sandoy, który nie mógł rozpocząć rozgrywek bez stadionu spełniającego wymogi farerskiej ligi. Budowa poszła sprawnie i już w 1971 dokonano otwarcia nowego obiektu sportowego na archipelagu. Dzielenie boiska ze szkołą daje drużynie pewne profity, jak choćby darmowe korzystanie z szatni oraz z obu boisk. Także szkoła korzysta na tym układzie, gdyż to klub finansuje wszelkie renowacje, niezbędne by stadion spełniał wymogi FIFA. B71 Sandoy, poza utrzymaniem stanu technicznego boiska, otwiera sklep dla fanów, w dni meczów oraz zakwaterowanie dla ekip filmowych.
Według wymogów UEFA, aby móc rozgrywać mecze w Formuladeildin (2008), władze klubu musiały zbudować trybunę, mieszczącą przynajmniej 300 widzów, co też się stało. W planach jest także renowacja boiska oraz wymiana oświetlenia.

## Aktualny skład
Na rok 2008 B71 Sandoy wystawił następujący skład:
| Nr         | Kraj        | Gracz                         | Data urodzenia    | Rok przyjścia | Poprzedni klub |
| Bramkarze  | Bramkarze   | Bramkarze                     | Bramkarze         | Bramkarze     | Bramkarze      |
| ---------- | ----------- | ----------------------------- | ----------------- | ------------- | -------------- |
| 12         | Wyspy Owcze | Petur Petersen                | 6 sierpnia 1972   | ?             | ?              |
| Obrońcy    |             |                               |                   |               |                |
| 3          | Wyspy Owcze | Anders Rasmussen              | 7 lutego 1983     | 2008          | Næsby BK       |
| 5          | Wyspy Owcze | Jónsvein Thomsen              | ?                 | ?             | ?              |
| 6          | Wyspy Owcze | Allan Tungá                   | 15 kwietnia 1986  | ?             | ?              |
| 8          | Wyspy Owcze | Eirikur Poulsen (kapitan)     | 5 września 1981   | ?             | ?              |
| 9          | Brazylia    | Fabio Vieira                  | 12 sierpnia 1980  | ?             | ?              |
| 23         | Wyspy Owcze | Áslakkur Kjaerbo              | 1 czerwca 1989    | ?             | ?              |
| 29         | Wyspy Owcze | Hanus Clementsen              | 9 czerwca 1983    | ?             | ?              |
| 33         | Wyspy Owcze | Tummas Dam Clementsen         | ?                 | ?             | ?              |
| Pomocnicy  |             |                               |                   |               |                |
| 2          | Wyspy Owcze | Jóhannes Jensen               | 21 stycznia 1979  | ?             | ?              |
| 16         | Brazylia    | Flavio Silva Lucio de Santana | 6 czerwca 1980    | ?             | ?              |
| 18         | Wyspy Owcze | Høgni Midjord                 | 4 lutego 1991     | ?             | ?              |
| 19         | Wyspy Owcze | Meinhard Winther              | 24 lipca 1990     | 2007          | –              |
| 25         | Wyspy Owcze | Mikkjal Hentze                | 8 grudnia 1986    | ?             | ?              |
| 29         | Wyspy Owcze | Tummas Olsen                  | 20 marca 1985     | 2007          | VB/Sumba       |
| 30         | Wyspy Owcze | Jón í Koytu                   | ?                 | ?             | ?              |
| Napastnicy |             |                               |                   |               |                |
| 7          | Wyspy Owcze | Símun Hansen                  | 11 grudnia 1982   | 2007          | B36 Tórshavn   |
| 10         | Brazylia    | Clayton Soares                | 24 listopada 1978 | ?             | ?              |
| 11         | Brazylia    | Wellington Soares             | 20 stycznia 1978  | 2006          | B36 Tórshavn   |
| 20         | Wyspy Owcze | Rasmus Nielsen                | 22 września 1989  | 2007          | –              |
| ?          | Nigeria     | Patrick Sunday Okoro          | 27 kwietnia 1986  | 2008          | B36 Tórshavn   |

Przyszli:
 Anders Rasmussen –  Næsby BK
 Patrick Sunday Okoro –  B36 Tórshavn
Odeszli:
 Gudmund Nielsen –  EB/Streymur
 Símun Hansen –  HB Tórshavn
 Magnus Olsen –  B36 Tórshavn

## Trenerzy w historii klubu
- 1986:  Finn Melin
- 1987-89:  Jan Kaczyński
- 1987-96:  Piotr Krakowski
- 1997:  Eli Hentze
- 1998-99:  Ivan Hristov
- 2000:  Per Langvad
- 2001:  Kári Reynheim
- 2002-03:  Tom Saintfiet
- 2003:  Waldemar Nowicki[16]
- 2004-05:  Ole Andersen
- 2006:  Dragan Kovačević
- 2007:  Dušan Mokan[17]
- 2007-08:  Eli Hentze
- 2009-:  Frankie Jensen[9]

### Sukcesy
Ligowe
- Formuladeildin:
  - Zwycięzca (1): 1989
  - 3. miejsce (1): 1994
- 1. Deild:
  - Zwycięzca (4): 1988, 1991, 1998, 2006
  - 2. miejsce (3): 2002, 2004, 2005
- 2. Deild:
  - Zwycięzca (1): 1986

Pucharowe
- Puchar Wysp Owczych:
  - Zdobywca (1): 1993
  - Finalista (2): 1989, 1994
- FSF Steypið:
  - Zdobywca (1): 2004
  - Finalista (1): 2005

## Europejskie puchary
Legenda do wszystkich tabel:
- Q – runda eliminacyjna, 1/16, 1/8, 1/4, 1/2 – odpowiednia faza rozgrywek, Grupa – runda grupowa, 1r gr – pierwsza runda grupowa, 2r gr – druga runda grupowa, F – finał, R – runda, PO – play-off
- k. – rzuty karne, los. – losowanie, Dogr. – dogrywka, w. – zasada bramek strzelonych na wyjeździe

| Sezon   | Rozgrywki                 | Runda | Klub         | Dom | Wyjazd | Ogólnie |
| ------- | ------------------------- | ----- | ------------ | --- | ------ | ------- |
| 1994/95 | Puchar Zdobywców Pucharów | Q     | HJK Helsinki | 0–5 | 0–2    | 0–7     |
| 1996/97 | Puchar UEFA               | Q     | APOEL FC     | 1–5 | 2–4    | 3–9     |